# Leptoseris gardineri
Leptoseris gardineri is een rifkoralensoort uit de familie van de Agariciidae. De wetenschappelijke naam van de soort werd in 1921 voor het eerst geldig gepubliceerd door Cornelius van der Horst.